# Passonfontaine
Passonfontaine település Franciaországban, Doubs megyében. Lakosainak száma 334 fő (2022. január 1.). Passonfontaine Épenoy, Arc-sous-Cicon, Avoudrey, Longemaison és Les Premiers-Sapins községekkel határos.

## Népesség
A település népességének változása:
| Lakosok száma | 290  | 217  | 193  | 264  | 303  | 316  | 325  | 344  | 341  | 334  |
|               | 1968 | 1982 | 1990 | 2006 | 2013 | 2015 | 2017 | 2019 | 2020 | 2022 |